# Vermicelli
I vermicelli sono in Italia un formato di pasta di grano duro secca e lunga a sezione circolare, con diametro maggiore degli spaghetti. Se il diametro è minore si può utilizzare il termine vermicellini.

## Storia
In distinte glosse ebraiche ascrivibili al XII secolo, e poste a complemento di commentari scritti al Talmud babilonese, i vermicelli compaiono con la trascrizione vermishelsh, che per il suo significato implicito ricondurrebbe a un'origine italiana. È un formato di pasta tra i più antichi, originario del 
Mezzogiorno d'Italia o, secondo alcuni, più nello specifico del napoletano; e stando a quanto riferito nel 1338 dal maestro pastaio Barnaba da Reatinis, erano già a quel tempo noti con altri nomi anche nel Nord Italia. Il termine vermicelli compare anche, col nome vermiculi, nel Liber de Coquina, ricettario compilato da un ignoto autore di area napoletana tra il XIII e il XIV secolo.

## In altre lingue
Il termine è stato adottato in varie lingue, anche se in alcune di queste sta talvolta a indicare tipi di pasta diversi per forma e composizione. In inglese, olandese e spagnolo indica un tipo di pasta come gli spaghetti ma di sezione più fina, mentre in lingua francese si utilizza il termine vermicelle, che a sua volta indica una pasta a sezione tonda ed estremamente sottile.